# Космос-2076
Космос-2076 је један од преко 2400 совјетских вјештачких сателита лансираних у оквиру програма Космос.
Космос-2076 је лансиран са космодрома Плесецк, СССР, 28. априла 1990. Ракета-носач Молнија је поставила сателит у орбиту око планете Земље. Маса сателита при лансирању је износила 1900 килограма. Космос-2076 је био сателит за рано упозоравање на појаву интерконтиненталних балистичких ракета.